# Saint-Christophe-et-le-Laris
 Saint-Christophe-et-le-Laris  es una población y comuna francesa, en la región de Ródano-Alpes, departamento de Drôme, en el distrito de Valence y cantón de Le Grand-Serre.

## Demografía
| 435 | 377 | 323 | 297 | 318 | 289 |
| Para los censos de 1962 a 1999 la población legal corresponde a la población sin duplicidades (Fuente: INSEE [Consultar]) |     |     |     |     |     |